# Брансфілд (острів)
Острів Брансфілда (англ. Bransfield Island) — острів архіпелагу Жуанвіль, довжиною майже 9 км, що лежить на відстані 6 км на південний захід від острова Жуанвіль, у північно-східній частині Антарктичного півострова.

## Історія
Британський мореплавець Едвард Брансфілд, в честь якого було названо цей острів, склав карту його узбережжя ще 20 січня 1820 року. Спочатку острів носив назву Точка Брансфілда, яка була надана цій місцевості в 1842 році британською експедицією під керівництвом Джеймса Кларка Росса. В 1947 році під час дослідження Фолклендських островів було встановлено, що ця місцевість є окремим островом. Комітет з питань антарктичних назв Великої Британії встановив нинішню назву в 1949 році, яка була прийнята Консультативним комітетом з питань антарктичних назв у 1952 році.

## Географія
Це один з декількох островів Антарктики, що є частиною Землі Ґреяма, яка знаходиться ближче до Південної Америки, ніж будь-яка інша частина цього континенту.